# Iván Aba
Iván Aba (n. 20 martie 1923, Gyöngyös – d. 24 august 1982, Budapesta), a fost un scriitor și ziarist maghiar.

## Biografie
A absolvit în 1947  Facultatea de Drept a Universității din Budapesta, doctor în științe economice din anul 1948.Începând din anul 1947 a fost ziarist la revista Haladás (Propășirea), „Többtermelés” (Plusproducția), începând din 1955 a fost colaborator,iar din 1956 redactor șef al revistei „Mũszaki Élet”(Viața Tehnică), din 1981 a fost redactor șef la revista de specialitate „Autó-Motor".

## Opere literare
- Erdõk országa (Țara pădurilor), 1954, roman.
- A Vásárhelyi remete (Pustnicul de la Târgu Mureș), 1955, biografia romanțată al lui János Bolyai.
- Budapest-Gyöngyös-Mátra,1960, jurnal de călătorii
- A szegedi boszorkányok (Vrăjitoarele din Seghedin), 1963, roman.
- Hogyan mũködik (Cum funcționează), 1963, popularizare știință.
- A világ ipara (Industria mondială), 1968, studii economice